# 宇宙図
宇宙図（うちゅうず）は、2007年の科学技術週間に配布された、宇宙の起源から現代にいたるまでを概観できる図表（ポスター）である。正式名称は「一家に1枚 宇宙図」。

## 制作
科学技術週間に合わせて制作・配布される「一家に1枚」シリーズの第3弾として、「一家に1枚周期表」、「一家に1枚ヒトゲノムマップ」に続いて制作された。
人間と宇宙の関わり、身の回りにあふれる物質の起源、宇宙の歴史やその構造について、複数の専門家が最新の天文学の成果に基づき構成したため、幅広い視点と高い信頼性を兼ね備えた宇宙についての図表となっている。
印刷された宇宙図は、2007年度の科学技術週間である4月16日から全国の配付協力科学館／博物館を通じて配付された。図表のPDF版は、文部科学省科学技術週間からダウンロードできる。また、国立天文台ではウェブ版を公開している。
2007年9月1日に第2版が公開されている。

## 制作関係者
- 監修：文部科学省、日本天文学会天文教材委員会
- 著作・販売：科学技術広報財団
- 企画：大学共同利用機関法人自然科学研究機構国立天文台、天文学とプラネタリウム
- 制作：「一家に1枚 宇宙図 2007」制作委員会
縣秀彦、小阪淳、高梨直紘、平松正顕、川越至桜、成田憲保、内藤誠一郎、日下部展彦、高田裕行、石川直美、杉山直、市来淨與、山岡均
- アートディレクション：小阪淳
- コピーディレクション：片桐暁